# Emiel Faignaert
Emiel Faingnaert (Sint-Martens-Lierde, Lierde, Flandes Oriental, 10 de març de 1919 - Gant, 10 de maig de 1980) va ser un ciclista belga que fou professional entre 1940 i 1950.
Durant la seva carrera professional destaca la victòria al Tour de Flandes de 1947.

## Palmarès
- 1941
  - 1r al Gran Premi Stad Sint-Niklaas
- 1943
  - 1r a l'Anvers-Gant-Anvers
- 1947
  - 1r al Tour de Flandes
- 1949
  - 1r a Erembodegem-Terjoden
  - 1r a Stadsprijs Geraardsbergen